# Johann Baur (Politiker)
Johann Daniel Baur (* 11. März 1766 in Hamburg; † 15. Oktober 1832 in Altona) war ein deutscher Kaufmann und zweiter Bürgermeister von Altona.

## Leben und Wirken
Johann Baur war ein Sohn des Hamburger Bürgermeisters Johann Heinrich Baur und dessen Ehefrau Maria Magdalena, geborene Droop. Er wuchs in einer wohlhabenden und renommierten Familie auf und ging von 1783 bis 1785 auf das Christianeum. Am 29. Januar 1785 sprach er hier anlässlich der Geburtstagsfeier Christian VII. Danach studierte er Jura in Göttingen und Kiel und volontierte an der Deutschen Kanzlei in Kopenhagen.
1793 eröffnete Baur gemeinsam mit seinem Bruder Johann Heinrich (1767–1807) in Altona das Kaufmannsunternehmen „Joh. Heinr. & Joh. Dan. Baur.“, erwies sich jedoch als ungeschickt und zerstritt sich mit seinem Bruder. 1794 verließ er das Unternehmen. Sein Bruder übernahm gemeinsam mit seinem dritten Bruder Georg Friedrich Baur das Unternehmen des Vaters.
Am 15. April 1793 wurde Baur zum kaufmännischen Ratsverwandten ernannt. Während der Kontinentalsperre gehörte er der Warenausfuhrkommission an. Am 1. Februar 1819 wurde er zum zweiten Direktor des königlichen Bank-Instituts berufen. Nachdem sein Vater 1819 verstorben war, übernahm er dessen vorherige Position als Zweiter Bürgermeister von Altona. Am 2. Juni 1823 wurde er zum Etatsrat, am 1. November 1828 zum Ritter vom Dannebrog ernannt.
Baur gehörte seit 1829 dem Altonaer Commerz-Collegium an und übernahm dort 1831/32 das Amt des Kassenführers. Er engagierte sich außerdem als Vorsteher der Sonntagsschule und Inspektor der Armen- und Waisenschule. Am 21. Mai 1816 schrieb er sein Testament. Darin bestimmte er, dass Zinsen und Erträge seines Vermögens an seine Frau gehen sollten. Nach ihrem Tod sollte alles verkauft und das Geld sicher investiert werden. Der Erträge aus dem größten Teil, der 930.000 Mark Courant betrug, waren für die „bessere moralische und physische Erziehung der armen christlichen Jugend in Altona und Ottensen vorzüglich in den ersten Jahren“ bestimmt. Am 4. Februar 1830 hielt er in einem Nachtrag fest, dass bei der Stadtkämmerei gesondert 80.000 Mark Courant angelegt werden sollten. Die Zinsen hiervon sollten an das Reventlowsche Altenstift gehen.
Nach seinem Tod verwaltete Baurs Witwe den Nachlass und sorgte dafür, dass das Testament dem Wunsch ihres Mannes entsprechend vollstreckt wurde. Am 20. März 1834 gründete sie die „Baur’sche Stiftung“, die später nicht nur den Nachlass ihres Mannes, sondern auch den ihren übernahm. Am 11. Juli 1834 legte sie gemeinsam mit dem Kurator und Generalsuperintendenten Jacob Georg Christian Adler, der die Stiftung verwaltete, fest, wohin die Erträge der Stiftung gehen sollte. So sollten zunächst zwei Kleinkinderschulen entstehen, sogenannten Warteschulen. Der erste wurde 1836 eröffnet für bedürftige Kinder aus Altona und Ottensen im Alter zwischen zwei und sechs Jahren bzw. bis zu deren Schulpflicht aufnehmen und dafür sorgen, dass die Kinder von Armen- und Freischulen in Altona oder Ottensen aufgenommen wurden. So entstanden 1837 und 1841 zwei vom Altonaischen Schulkollegium kontrollierte Schulen. 1870 kam ein Rettungshaus für sittlich verwahrloste Knaben hinzu.

## Familie
Baur heiratete am 11. März 1794 in Hamburg Henriette Christina Soltau (* 23. August 1774 in Hamburg; † 9. Februar 1863 in Altona). Ihr Vater Carl Hermann Soltau war ein Hamburger Kaufmann und verheiratet mit Maria Elisabeth, geborene Abel. Baurs Ehe blieb kinderlos.